# Zagarancea, Ungheni
Zagarancea este satul de reședință al comunei cu același nume  din raionul Ungheni, Republica Moldova Este situată în partea  central-vestică a Republicii Moldova, la frontiera  cu România și Uniunea Europeană din 2007.

## Istorie

### Perioada dominației otomane, până la 1711
Satul Zagarancea apare într-un act domnesc din 1642, fiind o moșie a două sate apropiate mai vechi, anume Lăslăoani și Negoiești. Acestea figurează într-un hrisov al lui Sf. Ștefan cel Mare, din 1490 octombrie 14, unde sunt menționate ,,la gura Vladnicului" (râu ce sfârșește în Prut, la Zagarancea). Mai apoi, la vânzarea satului Ciutești, în 1642, apare, ca martor, și ,,Dăgărancea de la Prut", acesta fiind mai înainte stăpânul celor două sate, acum unite și care i-au purtat numele schimonosit în acte, ,,Zăgărancea" [T. Țopa, I. Popa-Pădure, LRM, Chișinău, 2017, Vol. 15, p. 410-411].
Deși ipotetic, se pare că Lăslăoani și Negoiești sunt sate așezate de cei din țara lui Laslău și cei din țara lui Neagoe, acestea din urmă fiind două nume a cinci regi, și anume: Laslău al Ungariei (Vladislav cel Sfânt, 1077-1095), care a trecut peste Prut, de la Rodna spre Crimeea și înapoi, când a izgonit tătarii din Ardeal, și cu care au luptat și cei a căror urmași au întemeiat Țara Moldovei [Gr. Ureche, S. Dascălul, LȚM, Chișinău, 1990, p. 26-27]; Neagoe I Basarab, întemeietorul Țării Românești, 1311-1352; Laslău al Lituaniei și Poloniei (Vladislav II Iaghelo, 1377-1392); Laslău II al Ungariei (Vladislav II Iaghelon, 1490-1516), fratele lui Albert care a năvălit peste Moldova și pe care l-a bătut Ștefan cel Mare la Codrii Cosminului, când a luat mulțime de robi, că să sădească păduri și pentru alte lucrări [Gr. Ureche, LȚM, Chișinău, 1990, p. 51-53//I. Neculce, O Samă de Cuvinte, Chișinău, 1990, cap. VIII]; Sf. Neagoe II Basarab, domn al Țării Românești (1512-1521).
Din aceștia, de la toți ar fi putut rămâne la Prut lăslăoani și negoiești, adică, unguri sau leși (polonezi) și români. Deci originea fondatorilor "satelor lui Zagarancea" este un cap de temă sub cercetări.
În 1640, Vasile Lupu întărește mănăstirii Sf. Parascheva din Iași ,,vadul cu pod plutitor de pe Prut, din dreptul satului Socani, în urma judecății cu Petrea, nepotul Zagarancei".
După trecerea scaunului domnesc, de la Suceava la Iași, s-au construit peste Prut podurile de la Țuțora și de la Zagarancea, mai târziu, care an nu e precizat. Primul era pentru direcția Cetatea Albă și Tighina, iar al doilea, pentru drum prescurtat de la Iași spre cetățile Soroca și Rașcov. De atunci avea să vadă și să sufere țăranii din Zagarancea multe și de toate, din care, o parte ce arată viața țării și greul poporului, le descrie letopisețul, însemnând și de Zagarancea.
În 1659 era foame grea și mare neînțelegere pentru împărțirea tronurilor. Fiind sultanul în Bugeac, a făcut careva schimbări, numind pe Ștefăniță Lupu, fiul lui Vasile Lupu, domnitor al Moldovei, iar pe Grigore I Ghica trecându-l în Țara Românească și pe Constantin Șerban l-a mazilit (destituit). 
Deci a încercat Constantin-vodă a relua domnia cu forța, ,,că și țara venise la dânsul toată, și s-au tăbărât în munți... și au ieșit pre la Câmpul-Lungu a țării noastre și, trecându mai den sus de Suceavă, au lovit pre la Hotin și au trecut Nistru la căzaci pre la Movileu [M. Costin, LȚM, Chișinău, 1990, cap. XXII, zac. 2-4, p. 243-244]. ,,Înțelegând Ștefăniță-vodă că trece Constantin-vodă Nistru la Soroca, au ieșit la Coieni cu oastea sa ș-au pus tabăra acolea, însă oastea era prea puțină, că țara într-aceia foamete era într-acela anu, cât mânca oamenii papură uscată în loc de pâine, măcinându-o uscată. Și de pe aceea foamete porecliia și pre Ștefăniță-vodă, de-i dzicea Papură-vodă... au sosit și Constantin-vodă cu tabăra la dânșii, carele, dacă au luat veste de-n limbi că este la Coieni Ștefăniță-vodă, au luat în gios, trecându oastea la Prut, la Zagarancea... într-acea noapte au mas la Prut de ceia parte. A doua dzi Constantin-vodă s-au apucat cu cazacii de trecătoare... dirept la Iași. Acelea înțelegând Ștefăniță-vodă, cu sfatul lui balgi-bașea, au luatu cu tot deadinsul pre Prut în gios... Dacă s-au tâmpinat Ștefăniță-vodă cu Șah-Bulat aga, el agasi de Bugeac... au purces dirept asupra lui Constantin-vodă la Iași... Pre un păr au stătut atuncea viața lui Constantin-vodă... și dentr-aceia dată, de sub cumpăna mare a vieții, n-au mai cercat zarve... " [Ibidem, cap. XXII, zac. 8-16, p. 244-245]. Iar Ștefăniță-Lupu, de care voiau ,,boierii să nu iasă la domnie în viața lor... era copilaș mic încă prea atuncea" [Ibidem, cap. XXII, zac. 1, p. 243].
Descrierea lui Ion Neculce, a războiului ruso-turc din 1711 înseamnă în câteva rânduri de Zagarancea: 
,,Șeremet (general rus) den Soroca de la Nistru, nu să mai pogorâie în gios... că ave oaste puțină... Dumitrașco-vodă vădzându aceste lucruri că au rămas mai sângur... schimbat-au socoteala într-alt chipul. Să nu mai margă în gios la turci, temându-să să nu-l mazilească... Dacă au simțit Șeremet, tare s-au bucurat... au răpedzit înainte, dând știre lui Dumitrașco-vodă ca să trimiță să grijască poduri la Zagarance, să treacă" [I. Neculce, LȚM, Chișinău, 1990, cap. XIX, p. 380]. ,,Chiematu-ș-au atunce Dumitrașco-vodă boierii săi, câți mai rămăsese lângă dânsul... și le-a spus precum au chiemat pre moscali (ruși), și au venit de trec Prutul la Zagarance. Atunce toți boierii, auzind, s-au bucurat...", afară de Iordachi Ruset și Ion Neculce, care presimțeau biruința turcilor, precum a și fost [Ibidem, cap. XIX, p. 381]. 
Venind de la nunta leșească din Iaroslav, ,,au purcesu împăratul (Petru I cel Mare) în gios, pre Nistru, până la Soroca. Ș-au agiuns temeiul oștii sale, pedestrimea, adusă tocma de la Riga degrabă, ostenită și flămândă. Și au trecut Nistru pre la Soroca și au lăsat acolo o samă ce era bolnavi și leșinați, iar cu ce era mai tare au venit dreptu preste câmpu la Prut, la Zagarance. Iară de acolo s-au pornit în gios pre Prutu, spre oastea lui Șeremet, și de acolo... dreptu în târgul Iașului... " [Ibidem, cap. XIX, p. 384].
După biruința turcilor, la Prut, la Stănilești, mai înseamnă letopisețul de podul de la Zagarancea: ,,Atunce toți moldovenii au purcesu în răsipă, carii cum pute... (iar domnitorul) purcezându din Iași, au trecut Jijia pre la Popricani și s-au tâlnit la Prut, la Zagarance, de ceastă parte cu obuzul moschicescu. Domnit-au Dumitrașco-vodă țara numai 9 luni" [Ibidem, cap. XIX, p. 399], după care, a putut face bine pentru ea, în alt chip și din străinătate, precum arată viața lui. Iar în Moldova a urmat vreme grea și răzbunarea turcească.

### Epoca fanariotă
După cele scrise, se vede că era la Zagarancea și poligon militar pentru popas și pregătiri a oștilor ce, de altfel, trebuiau întreținute din munca țăranilor, ce aveau a răbda și nelegiuiri nu de puține ori.
În 1718, craiul Stenislav ceruse de la turci să-l puie rege peste regatul Poloniei, în locul lui August, promițând în schimb cetatea Camenița ,,și bir și câteva fete mari pre an turcilor... și apoi s-or scula cu toții asupra Moscului... Deci turcii s-au ispitit să facă și acest lucru... Și au venit Stenislav craiu pân' la Zagarance cu toată oastea, și el a rămas acolo să vadă cum a mai fi... Augustus craiul... l-au făcut sugrun la Sacsonia, de-au șădzut câțiva ani... (iar turcii) S-au spăriet să nu să rădice toată creștinătatea Evropii și ș-or pierde turcii împărăția. Și s-au lăsat de acel lucru" [I. Neculce, LȚM, Chișinău, 1990, cap. XX, p. 411-412].
În aceeaș an, 1718, ,,s-au gătit turcii să meargă să să bată cu nemții la Beligrad...", unde i-au poruncit și lui Mihail Racoviță, domnitorul Moldovei, să ajute cu oaste. ,,Deci pre acea poruncă s-au gătit și au purcesu Mihai-vodă. Tătarii încă au trecut Prutul pre la Zagarance. Și s-au tâlnit Mihai-vodă cu sultanul și cu Colceag la Botoșeni..." Dar au primit ,,știre să să întoarcă... Iară pre turci i-au bătut nemții pre rău. Și au luat Beligradul" [Ibidem, cap. XXII, p. 420-421].
În 1739, Minih Burhardt Cr., general și comandat al armatei ruse, pe timpul campaniei militare în Moldova, a ocupat Iașul și amenința boierii că, ce va cere ,,de n-or priimi, a da foc târgului" [I. Neculce, LȚM, Chișinău, 1990, cap. XXIV, p. 464]. Acest Minih ,,au robitu toț oamenii din ținutul Hotinului... Și împarte pre oameni ca pre dobitoace... Și-i vinde unii la alțâi, fără leac de milă, mai rău decât tătarii..." [Ibidem, cap. XXIV, p. 466]. ,,Apoi, făcând aceste, Mineh au pohtit pe boieri și pe mitropolitul de l-au petrecut pân' peste Prutu la Zagarance. Și acolo au tocmit oastea șiraguri, de au văzut-o boierii" [Ibidem, cap. XXIV, p. 464]. Dar nu se putea bucura 
țara de ajutorul antiotoman al lui Minih, pentru cele ce făcea, crezând că nu va ieși ceva bun din lucru lui, precum a și fost. Acesta ,,au strâcat casăle de la Frumoasa... , zicând că a sparge și mănăstirile și a pune tot sub sabie... , dar între timp ,, l-au mazilit" [Ibidem, cap. XXIV, p. 465, 468].
Deși nu știau cu lux de amănunte țăranii din Zagarancea despre cele ce treceau pe lângă sat, acestea făceau parte din viața lor; transmițând frică și grijă, până și cele ce se petreceau mai liniștit, din cauza celor ce făceau prăpăd.

### Perioada Rusiei Țariste
La 1812, în urma războiului ruso-turc din 1806-1812, Moldova de Răsărit a trecut de sub turci sub stăpânirea Imperiului Rus. Recensămintele din 1813 și 1817 au însemnat:
Satul Semeni avea, 29 de gospodării țărănești, doi preoți, un diacon și un ponomar. În total, locuiau 34 bărbați, femeile nu erau numărate și nu plăteau impozite. Moșia aparținea mănăstirii Frumoasa din Iași. Mai erau trecute și trei mori de apă pe Prut. Mai apar mențiuni referitoare la moșia Bogdănești ce aparținea de satul Semeni cu 13 gospodării țărănești, un preot și un dascăl. Moșia Bogdăneștilor aparținea doamnei suldgerese Maria Bran din Iași. 
Moșia Zagarancei avea o singură gospodărie în care locuiau un preot, un dascăl și un pălămar. Alți locuitori în afară de fețele bisericești nu locuiau pe moșia ce aparținea mănăstirii Frumoasa din Iași.
(sursa- Бессарабия в момент присоеденеия ея к России, 1812 под ред. И. Н. Хлиппа) pagina 110.

## Etimologie
Numele localității Zagarancea ar putea proveni de la numele unei familii de boieri. Domnitorul Vasile Lupu întărește în 1640 mănăstirii Sfânta Vineri din Iași vadul cu podul plutitor de pe Prut în urma judecății cu Petrea nepotul Zagarancei. Pe teritoriul actualei comune Zagarancea, la vărsarea pârâului Vladnic în râul Prut a mai existat o localitate ce se numea Lăslăoani. Însă nu se cunoaște din ce motive aceasta denumire nu s-a păstrat. Până la inundațiile din anii ´70 vatra satului Zagarancea se afla chiar pe malul râului Prut. Pe locul unde anterior se afla satul Lăslăoani.
Satul Semeni își trage numele de la cuvântul seimeni-din turc. seğmen, seymen -soldați, care formau armata plătită a domnitorului.
Elizavetovca e un sat întemeiat în perioada de după anexarea Basarabiei de către Rusia țaristă. Numele localității fiind dat în cinstea împărătesei Elisabeta a Rusiei.

## Așezare geografică
Este situată în imediata apropiere a orașului Ungheni. Teritoriul comunei Zagarancea se află în partea de vest a raionului Ungheni, fiind o zonă de șes și colinară, situată în lunca Prutului. Comuna Zagarancea se marginește cu urmatoarele comune: Petrești(la nord), Todirești (la est), Mănoilești(la sud-est) si cu orașul Ungheni în partea de sud și sud-vest.

### Repere geografice
- or. Ungheni 4 km (pana în centrul orașului)
- mun.Iași 38 km (pe automagistrala ce trece prin vama Sculeni)
- mun.Bălți 82 km
- mun.Chișinău 117 km
- mun.București 485 km

### Relieful
Relieful comunei se prezintă sub formă de interfluvii largi, cu platouri întinse și cu versanți cu diferite grade de înclinare. Solurile sunt foarte fertile, fiind favorabile culturilor de cereale și plante tehnice. 

### Hidrografia
Rețeaua hidrografică este formată de râul Prut și de afluentul acestuia, pârâul Vladnic sau Hlabnic (hlabnic „baltă noroioasă”, „lac”, „izvor”){O atestare veche de pe timpul lui Ștefan cel Mare.

### Clima
Clima este temperat-continentală cu veri secetoase si ierni geroase. Temperatura medie a anului este cuprinsă între +9,7C si +11,5C, iar precipitațiile medii anuale sunt cuprinse înrtre 300 mm si 895 mm. Cele mai scăzute temperaturi ale aerului (-21 – -30 °C) s-au înregistrat în luna decembrie 1996, iar cele mai înalte (37C - 40C) – în lunile iulie-august 2000 și iulie 2002, izolat depășind maximele istorice. Arhivat în 28 februarie 2008, la Wayback Machine.

### Lumea vie
În zona de pe malul Prutului, pe o fâșie restrânsă s-a conservat, datorita gardului de sârmă ghimpată, o vegetație de tip zăvoi. Dintre arbori și arbuști se întâlnesc: plopul alb, plopul tremurător, salcia albă, cireșul sălbatic, mărul pădureț, salcâmul, sângerul, mălinul, porumbarul, socul, lemnul câinesc, cătina. În această zonă poți întâlni mistrețul, iepurele sălbatic, vulpea, bursucul, căprioare, țistarul, vipera comuna; dintre păsări: rațe sălbatice, cocostârci, bâtlani, nagâți. În apele Prutului se găsesc numeroase specii de pești: carasul, crapul, știuca, somnul, șalăul, bibanul, plătica, chișcarul și crapul chinezesc. Șesul din cursul inferior al pârăului Vladnic este acoperită cu o vegetație săracă din cauza solurilor sărate,în cursul mijlociu și superior se întâlnește o vegetație specific de baltă cu stufărișuri și păpurișuri. Alte zone împădurite se află in apropierea lacurilor de la Zagarancea și Semeni, și în vecinătatea satului Elizavetovca.

## Demografie
Populația majoritară a comunei este formată din români-(moldoveni)
- Educație și cultură

Pe teritoriul comunei se găsesc 2 gimnazii, 2grădinițe (în Semeni și Zagarancea), 2 biserici din satul Semeni (Bran) si din satul Zagarancea: biserica Cuvioasa Parascheva.
- Structura confesională

Cei mai mulți dintre locuitorii comunei sunt creștini ortodocși

## Economie
- Agricultura este principala ramură a economiei comunei.

## Transporturi și comunicații
- Transportul feroviar

Pe teritoriul comunei Zagarancea trece calea ferată Ungheni-Chișinău și Ungheni-Bălți, există 3 gări la Zagarancea, Elizavetovca, Semeni.
- Transportul rutier

Automagistralele de importanță națională și internațională ce trec pe teritoriul comunei sunt: Ungheni-Suleni-Iași, Ungheni-Bălți, Ungheni-Chișinău
- Transportul în comun

Transportul în comun este asigurat de maxi-taxi, rutele 4 (Zagarancea - Ungheni-Deal), 6(Zagarancea - Ungheni-Vale) și 8 (Semeni - Ungheni)
- Transportul fluvial

Pe râul Prut se extrage și se transportă nisip de o foarte buna calitate
.

## Obiective istorice și turistice
De o deosebită importanță este monumentul arheologic din satul Semeni, numit de localnici „Masa lui Petru cel Mare” se presupune ca anume aici s-ar fi întâlnit Dimitrie Cantemir cu țarul Rusiei, Petru I, înainte de bătălia de la Stănilești. Cercetările arheologice arată că pe acel loc a existat cândva o cetate făcută din șanțuri și valuri de pământ.
Alte monumente istorice sunt cele șase movile Curgan. În apropiere de râul Prut a fost amenajată o zonă de agrement, alt obiectiv turistic este „Miorița”, un complex arhitectonic în stil rustic, construit în apropierea automagistralei Ungheni-Chișinău.